# Pentaschistis
Genre
Pentaschistis est un genre de plantes monocotylédones de la famille des Poaceae, sous-famille des Danthonioideae, originaire d'Afrique, qui comprend une soixantaine d'espèces acceptées.

## Liste d'espèces
Selon The Plant List (30 novembre 2017) :
- Pentaschistis acinosa Stapf
- Pentaschistis airoides (Nees) Stapf
- Pentaschistis alticola H.P.Linder
- Pentaschistis ampla (Nees) McClean
- Pentaschistis andringitrensis A.Camus
- Pentaschistis argentea Stapf
- Pentaschistis aristidoides (Thunb.) Stapf
- Pentaschistis aristifolia Schweick.
- Pentaschistis aspera (Thunb.) Stapf
- Pentaschistis aurea (Steud.) McClean
- Pentaschistis barbata (Nees) H.P.Linder
- Pentaschistis basutorum Stapf
- Pentaschistis borussica (K.Schum.) Pilg.
- Pentaschistis calcicola H.P.Linder
- Pentaschistis capensis (Nees) Stapf
- Pentaschistis capillaris (Stapf) McClean
- Pentaschistis caulescens H.P.Linder
- Pentaschistis chippindalliae H.P.Linder
- Pentaschistis chrysura (K.Schum.) Peter
- Pentaschistis cirrhulosa (Nees) H.P.Linder
- Pentaschistis colorata (Steud.) Stapf
- Pentaschistis curvifolia (Schrad.) Stapf
- Pentaschistis densifolia (Nees) Stapf
- Pentaschistis dolichochaeta S.M.Phillips
- Pentaschistis ecklonii (Nees) McClean
- Pentaschistis elegans (Nees) Stapf
- Pentaschistis eriostoma (Nees) Stapf
- Pentaschistis exserta H.P.Linder
- Pentaschistis galpinii (Stapf) McClean
- Pentaschistis glandulosa (Schrad.) H.P.Linder
- Pentaschistis heptamera (Nees) Stapf
- Pentaschistis holciformis (Nees) H.P.Linder
- Pentaschistis humbertii A.Camus
- Pentaschistis insularis (Hemsl.) H.P.Linder
- Pentaschistis lima (Nees) Stapf
- Pentaschistis longipes Stapf
- Pentaschistis malouinensis (Steud.) Clayton
- Pentaschistis microphylla (Nees) McClean
- Pentaschistis montana H.P.Linder
- Pentaschistis natalensis Stapf
- Pentaschistis oreodoxa Schweick.
- Pentaschistis pallescens (Schrad.) Stapf
- Pentaschistis pallida (Thunb.) H.P.Linder
- Pentaschistis papillosa H.P.Linder
- Pentaschistis patula (Nees) Stapf
- Pentaschistis pictigluma (Steud.) Pilg.
- Pentaschistis praecox H.P.Linder
- Pentaschistis pseudopallescens H.P.Linder
- Pentaschistis pungens H.P.Linder
- Pentaschistis pyrophila H.P.Linder
- Pentaschistis reflexa H.P.Linder
- Pentaschistis rigidissima H.P.Linder
- Pentaschistis rosea H.P.Linder
- Pentaschistis rupestris (Nees) Stapf
- Pentaschistis scandens H.P.Linder
- Pentaschistis setifolia (Thunb.) McClean
- Pentaschistis tomentella Stapf
- Pentaschistis tortuosa (Trin.) Stapf
- Pentaschistis triseta (Thunb.) Stapf
- Pentaschistis trisetoides (Hochst. ex Steud.) Pilg.
- Pentaschistis tysonii Stapf
- Pentaschistis velutina H.P.Linder
- Pentaschistis veneta H.P.Linder
- Pentaschistis viscidula (Nees) Stapf